# За срећу је потребно троје
За срећу је потребно троје је југословенски филм из 1985. године који је режирао Рајко Грлић по сценарију Дубравка Угрешић.

## Радња
Сиромаштво и очај је натерало човека да опљачка банку у провинцији и то пиштољем-играчком.
После одслужених три године у затвору,ослобођен је и на пропутовању кроз Загреб среће две потпуно различите жене које ће имати утицај на његову будућност.
То је почетак ове савремене мелодраме која се претвара у причу о троуглу који спајају емоције и новац.
Драго започиње љубавну везу са скромном радницом Зденком, чија је најбоља пријатељица колегица с посла Јагода. Потоња упозорава Зденку да не смије наивно веровати мушкарцима, што се убрзо и потврди. Драго, наиме, још пати за бившом супругом Нином, која је љубавница имућног Ивана, а за Зденком пати творнички портир Јозо... 
Прича о очајничким напорима и нади да љубав може да покаже и отвори излаз из живота и времена у коме човек живи.

## Улоге
| Глумац             | Улога                              |
| ------------------ | ---------------------------------- |
| Предраг Манојловић | Драго                              |
| Мира Фурлан        | Зденка Робић                       |
| Богдан Диклић      | Јозо                               |
| Вања Драх          | Иван                               |
| Дубравка Остојић   | Нина Корбар                        |
| Ксенија Пајић      | Јагода                             |
| Младен Будишчак    | Пилар                              |
| Нина Ерак-Свртан   | Шефица смене у фабрици ципела      |
| Миодраг Кривокапић | Црногорац који купује карту за воз |
| Витомира Лончар    | Телефонисткиња                     |
| Душан Јовановић    | Железничар                         |
| Лана Голуб         | Радница у фабрици ципела           |
| Младен Црнобрња    | Кројач                             |
| Јадранка Матковић  | Радница у фабрици ципела           |
| Дамир Шабан        | Радник у фабрици ципела            |
| Људевит Галић      | Продавац карата за воз             |
| Цинтија Ашпергер   |                                    |
| Мирјана Зугец      |                                    |
| Рената Демировић   |                                    |
| Миломир Репац      |                                    |
| Драго Крча         |                                    |

## Награде
- Пула 86'

1. Златна арена за сценографију[3][5]

- Ниш 86' - Награда за епизодну улогу Богдану Диклићу и Ксенији Пајић[3][6]
- Салсо 87' - Награда за најбољи филм[3]